# Vereb
Vereb é um município da Hungria, situado no condado de Fejér. Tem 22,32 km² de área e sua população em 2015 foi estimada em 762 habitantes.